# Hạt nhân nguyên tử

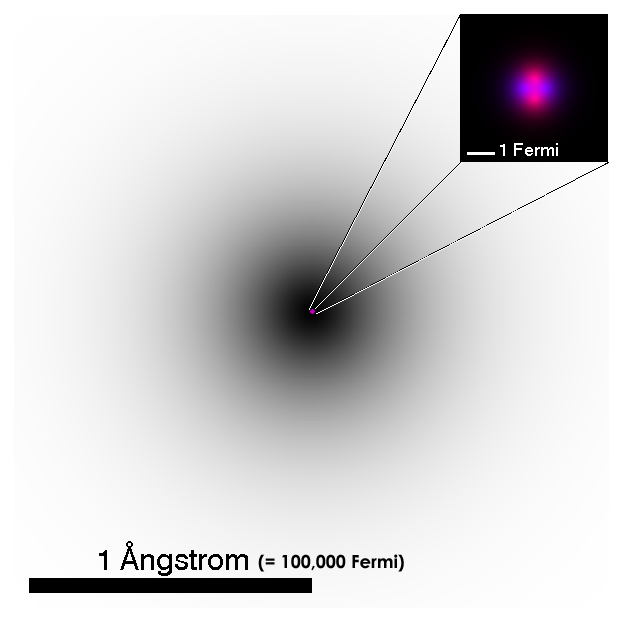
Hình ảnh minh họa nguyên tử heli. Trong hạt nhân, proton có màu hồng và neutron có màu tía

Hạt nhân nguyên tử là cấu trúc vật chất đậm đặc chiếm khối lượng chủ yếu (gần như là toàn bộ) của nguyên tử. Về cơ bản, theo các hiểu biết hiện nay thì hạt nhân nguyên tử có kích thước nằm trong vùng giới hạn bởi bán kính cỡ 10−15 m, được cấu tạo từ hai thành phần sau:
- Proton: là loại hạt mang điện tích +1, có khối lượng bằng 1.67262158 × 10−27 kg (938.278 MeV/c²) và spin +1/2. Trong tiếng Hy Lạp, proton có nghĩa là "thứ nhất". Proton tự do có thời gian sống rất lớn, gần như là bền vĩnh viễn. Tuy nhiên quan điểm này vẫn còn một số hoài nghi trong vật lý hiện đại.
- Neutron: là loại hạt không mang điện tích, có khối lượng bằng 1.67492716 × 10−27 kg (939.571 MeV/c²) và spin +1/2, tức là lớn hơn khối lượng của proton chút ít. Neutron tự do có thời gian tồn tại cỡ 10 đến 15 phút và sau đó nhanh chóng phân rã thành một proton, một hạt điện tử (electron) và một phản nơtrino.

## Lịch sử

Mẫu hình học của nguyên tử hạt nhân. Được tạo thành từ hai nucleon : Proton (màu đỏ), neutron (màu xanh). Trong mô tả này, proton và neutron trông như những quả banh nhỏ kết dính vào nhau. Nhưng theo định dạng vật lý hạt nhân hiện đại, chỉ có thể giải thích bằng vật lý lượng tử. Trong một nucleus sẽ có độ năng lượng nhất định (ví dụ: trạng thái cơ bản), mỗi nucleon sẽ có khoảng cách nhất định.

Được phát hiện vào năm 1911 bởi nhà khoa học đạt giải Nobel Hóa Học Ernest Rutherford bằng phương pháp thí nghiệm lá vàng Geiger–Marsden để thử nghiệm áp dụng plum pudding model của nhà khoa học J.J Thomson lên nguyên tử. Sử dụng góc chiếu xoay chiều của chùm tia hạt alpha (helium nuclei) rồi áp dụng trực tiếp lên một miếng kim loại dát mỏng.
Sau khi tìm ra được neutron vào năm 1932, các mẫu hình của một hạt nhân nguyên tử (nucleus) được hình thành từ các proton và neutron được phát triển trong các công trình nghiên cứu của nhà khoa học Dmitri Ivanenko và nhà khoa học Werner Heisenberg. Trong phương trình, một nguyên tử là tổng hợp của các nucleus mang điện tích dương, với những đám mây electron mang điện tích âm che phủ xung quanh nó, chúng sẽ tương tác với nhau bằng lực tĩnh điện. Gần như khối lượng của nguyên tử đều ở trong nucleus, thêm một phần cộng hưởng nhỏ đến từ đám mây điện tích.
Đường kính của một hạt nhân nguyên tử (nucleus) sẽ từ khoảng 1.70 fm (1.70×10−15 m) cho nguyên tố hydrogen (đường kính của một proton) cho đến 11.7 fm với nguyên tố uranium. Những kiểu mẫu hình học này sẽ nhỏ hơn đường kính thật của nguyên tử (tổng nucleus + mây electron) bởi hệ số là 26,634. Ví dụ: bán kính hạt nhân nguyên tử uranium là khoảng 156 pm (156×10−12 m) lên đến tầm 60,250 (bán kính Bohr của Hydrogen là khoảng 52,92 pm).
Nghiên cứu về hạt nhân nguyên tử là một nhánh trong vật lý hạt nhân để lưu trữ và tìm hiểu thêm về cấu trúc và các lực kết nối tạo thành chúng.

## Từ nguyên
Thuật ngữ nucleus - hạt nhân nguyên tử, có khởi nguồn từ tiếng Latin, là một cụm từ ghép nux (''nut'' = hạt) bên trong một dạng quả mọng (ví dụ như quả hồng). Vào năm 1844, Michael Faraday sử dụng thuật ngữ này để áp dụng cho ''điểm trung tâm của nguyên tử''. Mẫu hình nguyên tử hiện đại được khởi xướng bởi Ernest Rutherford vào năm 1912. Sự cộng hưởng của thuật ngữ ''nucleus'' trong thuyết nguyên tử vào thời điểm đấy vẫn chưa hoàn toàn phổ biến. Vào năm 1916, Gilbert N. Lewis đã soạn một quyển sách mang tên The Atom and the Molecule (Nguyên tử và Phân Tử), rằng ''Nguyên tử là tổng hợp của nhân điều hành (kernel) và phần bên ngoài của nguyên tử hoặc vỏ''. Thuật ngữ kern cũng được dùng để chỉ nucleus trong tiếng Hà Lan và tiếng Đức.

## Sự hình thành hạt nhân

Một mẫu hình của đồng vị helium-4 với đám mây eletron được hiển thị với màu xám. Trong hạt nhân nguyên tử, có 2 proton và 2 neutron được hiển thị lần lượt là màu đỏ và màu xanh. Trong mẫu hình này, cho thấy các hạt có khoảng cách nhất định trong giả định.

Hạt nhân nguyên tử (nucleus) của một nguyên tử được tích hợp từ neutron và proton. Mà ở đó, các neutron và proton được chuyển hóa từ các hạt siêu bé gọi là quark. Các hạt quark được kết nối loại với nhau bằng lực tương tác mạnh trong một tổng liên kết của Hadron, gọi là các Baryon. Lực hạt nhân mạnh lan tỏa trong không gian giữa các baryon để kết nối các neutron và các proton lại với nhau, tạo ra lực đối kháng giữa lực tĩnh điện âm với các proton mang điện tích dương. Lực hạt nhân mạnh thường có khoảng cách hoạt động ngắn và có chỉ số sẽ về 0 khi ở ngoài rìa của hạt nhân nguyên tử.
Tính chất thu thập (khả năng lưu trữ) của các hạt nhân nguyên tử điện tích dương là giữ các hạt electron điện tích âm trong các quỹ đạo của hạt nhân. Tổng các hạt electron mang điện tích âm được lưu trữ đang xoay quanh hạt nhân nguyên tử sẽ tạo thành ái lực. Ái lực có mẫu hình nhất định và theo số lượng eletron xoáy xung quanh hạt nhân nguyên tử.
Nguyên tố hóa học của một nguyên tử được hình thành từ việc xác định tổng số proton của hạt nhân nguyên tử; Nguyên tử trung tính (neutral atom) sẽ có số electron cân bằng xoay quanh hạt nhân nguyên tử. Các nguyên tố hóa học riêng biệt có thể tạo thành các mẫu hình electron bền hơn bằng cách cộng hưởng và chuyển giao các electron. Sự chuyển giao của các electron để tạo nên các quỹ đạo điện từ có tính bền xung quanh hạt nhân sẽ được hình thành lớn dần và chính là hình dạng các chất hóa học trong thế giới vĩ mô của chúng ta.
Các Proton khẳng định điện tính của một hạt nhân nguyên tử, bao gồm cả tính chất hóa học của nó. Neutron là hạt không mang điện tích, nhưng đóng vai trò mang đến tổng thể khối cho hạt nhân nguyên tử gần bằng với các electron (và thay đổi theo sự tăng lên của chúng). Các neutron có thể được giải thích là sự dị biến của đồng vị (cùng chỉ số hạt nhân nhưng khác khối lượng của hạt nhân). Vai trò chính của các neutron là làm giảm lực đối kháng tĩnh điện (electrostatic repulsion) bên trong một nguyên tử hạt nhân.

## Tổng thể và hình dạng

Mẫu hình của nguyên tử theo [https://web2.ph.utexas.edu/~coker2/index.files/rotation2.htm tài liệu của Walter Greiner và Sabine Hossenfelder.

Proton và Neutron là các Fermion, với số lượng tử có giá trị Isopin mạnh khác nhau. Chỉ khi là các thể lượng tử không xác định, hai proton và hai neutron có thể chia sẻ cùng chuyển động sóng trong không gian. Nhưng, đôi khi, chúng được định dạng là hai thể lượng tử khác nhau trong cùng một hạt, gọi là nucleon. Hai Fermion, ví dụ như: hai proton; hoặc hai electron; hoặc 1 proton + 1 electron (gọi là deuteron), có thể hiển thị theo biểu hình hạt boson khi chúng tương tác với nhau theo cặp; xoay theo số nguyên.
Trong trường hợp hiếm có, ví dụ như siêu hạt nhân nguyên tử (hypernucleus) có kết nối baryon thứ ba được gọi là hyperon, sở hữu một hoặc nhiều các hạt quark lạ (strange quark) hoặc/và các hạt quark biến dị khác, cũng có thể chia sẻ hoạt động bước sóng. Tuy nhiên, mẫu hạt nhân nguyên tử này vô cùng bất ổn và không thể tìm thấy trên Trái Đất mà chỉ có thể tìm thấy trong các thí nghiệm năng lượng vật lý cao cấp.
Neutron có lõi cực dương với bán kính ≈ 0.3 fm được bao quanh bởi một hệ thống cân bằng (bù đắp) của cực âm có bán kính khoảng từ 0.3 fm và 2 fm. Proton mang điện tích dương có khả năng làm chia thể trong một khoảng nhất định theo cấp số nhân với bán kính bình phương trung bình là khoảng 0,8 fm.
Nguyên tử có thể giống dạng cầu, dạng bóng bầu dục (chuyển dạng hình dài); dạng đĩa bay (chuyển dạng dẹt); dạng tinh chế triaxial (là sự kết hợp của dạng đĩa bay và dạng hình dài) hoặc dạng quả lê.

## Các lực
Nguyên tử được gắn kết bằng những dư lực mạnh (lực hạt nhân), Những dư lực mạnh này chân không nhỏ của lực tương tác mạnh giúp làm cho các hạt quark liên kết với nhau tạo thành các proton và các neutron. Lực này có tính yếu hơn khi ở giữa các neutron và các proton bởi vì chúng gần như vô hiệu hóa khi trong vùng liên kết hạt nhân; Điều này có cùng tính chất tương tác giữa lực điện từ và các nguyên tử trung tính (giống như lực Van der Waals của hai nguyên tử khí trơ) sẽ có tính yếu hơn các lực điện từ dùng để liên kết toàn phần các nguyên tử (ví dụ: các lực giữ các electron trong một nguyên tử khí trơ sẽ gắn kết với hạt nhân của chúng).
Lực hạt nhân có tính hấp dẫn cao trong các khoảng tách nucleon điển hình, và lực này tạo sức áp đảo lên lực đẩy của các proton do lực điện từ, do đó, hạt nhân được hình thành. Tuy nhiên, dư lực mạnh có một giới hạn về khoảng cách bởi vì tính phân rã nhanh trong chiều không gian (đọc thêm về định luật Yukawa).
Do đó chỉ có những hạt nhân nhỏ hơn một dạng kích thước nhất định mới có thể hoàn toàn mang tính ổn định. Hạt nhân có tính chất hoàn toàn ổn định lớn nhất được biết đến (nghĩa là bền hơn so với phân rã alpha, beta và gamma) là chì-208 chứa tổng số 208 nucleon (126 neutron và 82 proton). Các hạt nhân lớn hơn mức tối đa này không ổn định và có xu hướng tồn tại trong thời gian nhất định với số lượng nucleon lớn hơn. Tuy nhiên, bismuth-209 cũng được tính là bền so với phân rã beta và có chu kỳ bán rã thành phân rã alpha dài nhất so với bất kỳ đồng vị nào đã biết, ước tính dài hơn một tỷ lần so với tuổi của vũ trụ.
Dư lực mạnh có tác dụng trong một phạm vi rất ngắn (thường chỉ một vài femtometre (fm); khoảng một hoặc hai đường kính nucleon) và gây ra lực hấp dẫn giữa bất kỳ cặp nucleon nào. Ví dụ, giữa proton và neutron để tạo thành deuteron [NP], và cũng như giữa các proton và proton, và neutron và neutron.

## Hạt nhân phát xạ và giới hạn phạm vi lực hạt nhân
Giới hạn hiệu dụng tuyệt đối trong phạm vi của lực hạt nhân (còn được gọi là dư lực mạnh) được biểu thị bằng các mẫu hình hạt nhân phát xạ (hào quang của hạt nhân). Ví dụ như: lithium-11 hoặc boron-14. Mà trong đó có các dineutron, hoặc các tập hợp neutron khác, quay quanh quỹ đạo ở khoảng cách khoảng 10 fm (gần giống với bán kính 8 fm của hạt nhân uranium-238). Các hạt nhân này không có mật độ cực đại. Các hạt nhân phát xạ hình thành ở các cạnh cực theo biểu đồ các nuclide — đường giải phóng hạt neutron và đường giải phóng hạt proton — và tất cả đều có tính không ổn định với chu kỳ bán rã ngắn, tính bằng mili giây; ví dụ, lithium-11 có chu kỳ bán rã 8,8 ms.
Trên thực tế, các dạng phát xạ đại diện cho một trạng thái tăng xung động lên các nucleon bên trong một lớp vỏ lượng tử có mức năng lượng thấp (cả về bán kính và năng lượng). Phát xạ có thể được tạo bởi neutron [NN, NNN] hoặc proton [PP, PPP]. Các hạt nhân có một neutron phát xạ bao gồm 11Be và 19C. Một phát xạ của hai nơtron được biểu hiện bởi 6He, 11Li, 17B, 19B và 22C. Các hạt nhân phát xạ của hai neutron chia thể thành ba mảnh, không bao giờ là hai mảnh, và được gọi là hạt nhân Borromean bởi tính chất này (giải thích đến một hệ thống ba vòng lồng vào nhau, trong đó việc phá vỡ bất kỳ vòng nào sẽ giải phóng cả hai vòng còn lại). 8He và 14Be đều biểu hiện một phát xạ bốn neutron. Các hạt nhân có phát xạ proton bao gồm 8B và 26P. Một phát xạ của hai proton được thể hiện bởi 17Ne và 27S. Các quầng sáng proton được cho là hiếm và không ổn định hơn các ví dụ về neutron, vì lực điện từ đẩy của (các) proton dư.

## Mô hình hạt nhân
Mặc dù mô hình chuẩn của vật lý được cho là miêu tả gần như hoàn hảo về thành phần và trạng thái của hạt nhân. Tuy nhiên, việc tạo ra các dự đoán từ lý thuyết khó hơn nhiều so với các lĩnh vực vật lý hạt khác. Điều này là do hai lý do:
- Về nguyên tắc, tính vật lý bên trong hạt nhân nguyên tử có thể bắt nguồn hoàn toàn từ sắc động lực học lượng tử (QCD). Tuy nhiên, trên thực tế, các phương pháp tính toán và toán học hiện tại để giải QCD trong các hệ thống năng lượng thấp như hạt nhân còn rất hạn chế. Điều này là do sự chuyển pha diễn ra giữa vật chất quark có năng lượng cao và vật chất hadronic có năng lượng thấp, khiến các kỹ thuật nhiễu loạn không thể sử dụng được và gây khó khăn cho việc xây dựng mô hình chính xác dựa trên QCD về lực giữa các nucleon. Các phương pháp tiếp cận hiện tại chỉ giới hạn ở các mô hình hiện tượng học như điện thế Argonne v18 hoặc thuyết nhiễu cấu trúc.
- Ngay cả khi lực hạt nhân bị hạn chế, cần phải có một lượng đáng kể các phép tính để tính toán chính xác các đặc tính khởi đầu của hạt nhân. Những phát triển trong lý thuyết đa vật thể có thể áp dụng thực hiện được đối với nhiều hạt nhân có khối lượng thấp và tương đối ổn định, nhưng cần có những cải tiến hơn nữa về các phép tính toán và phương pháp tiếp cận toán học trước khi có thể giải quyết được các hạt nhân nặng hoặc hạt nhân không ổn định cao.

Trong lịch sử, các thí nghiệm được so sánh với các mô hình tương đối phổ thông thường có tính không hoàn hảo. Không có mô hình riêng lẻ nào trong số này có thể giải thích hoàn toàn dữ liệu thực nghiệm về cấu trúc hạt nhân.
Bán kính hạt nhân (R) được coi là một trong những đại lượng cơ bản mà bất kỳ mô hình nào cũng phải dự đoán. Đối với các hạt nhân ổn định (không phải hạt nhân phát xạ hoặc các hạt nhân không ổn định khác), bán kính hạt nhân tỷ lệ thuận với gốc chiếu lập phương của số khối (A) của hạt nhân, và đặc biệt đối với các hạt nhân chứa nhiều nucleon, khi chúng thường có sắp xếp theo dạng hình cầu:
Hạt nhân bền có khối lượng riêng xấp xỉ không đổi và do đó bán kính hạt nhân R có thể được tính gần đúng theo công thức bên phải:

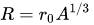
công thức tính

Khi A = tổng số khối của nguyên tử (số lượng của các proton Z, cộng thêm số lượng của các neutron N) và r0 = 1.25 fm = 1.25 × 10−15 m. Trong công thức cân bằng này, "hằng số'' r0 thay đổi 0,2 fm, tùy thuộc vào hạt nhân được đề cập, nhưng mức thay đổi này ít hơn 20% đến từ một hằng số.
Nói cách khác, việc tổng hợp các proton và neutron trong hạt nhân cho kết quả tổng kích thước xấp xỉ bằng cách tổng hợp các hạt hình cầu có tính chất bền và sở hữu kích thước không đổi (có thể hình dung như viên bi) vào một dạng thể túi hình cầu chặt chẽ hoặc gần như hình cầu (một số hạt nhân ổn định không hoàn toàn hình cầu, nhưng đã biết là phỏng cầu)
Mô hình cấu trúc hạt nhân bao gồm:

### Mô hình giọt nước.
Các mô hình ban đầu về hạt nhân xem hạt nhân như một giọt chất lỏng có tính chất xoay chiều. Trong mô hình này, sự chuyển giao của lực điện từ tầm xa và lực hạt nhân tầm ngắn có tính tương đồng, sẽ cùng nhau tạo ra hiện tượng giống như lực căng bề mặt trong các giọt chất lỏng có kích thước khác nhau. Công thức này thành công trong việc giải thích nhiều hiện tượng quan trọng của hạt nhân, chẳng hạn như lượng năng lượng liên kết thay đổi của chúng khi kích thước và thành phần của chúng thay đổi (xem công thức khối lượng bán thực nghiệm), nhưng nó không giải thích được tính ổn định đặc biệt xảy ra khi hạt nhân có đặc điểm " số phép thuật "của proton hoặc neutron. Công thức này thành công trong việc giải thích nhiều hiện tượng quan trọng của hạt nhân, chẳng hạn như lượng năng lượng liên kết thay đổi của chúng khi kích thước và thành phần của chúng thay đổi (xem công thức khối lượng bán thực nghiệm). Nhưng nó không giải thích được tính ổn định đặc biệt có thể xảy ra khi hạt nhân có các "số phép thuật" đặc biệt của proton hoặc neutron.
Các thuật ngữ trong công thức khối lượng bán thực nghiệm, có thể được sử dụng để tính gần đúng năng lượng liên kết của nhiều hạt nhân, được coi là tổng của năm loại năng lượng (xem hình ảnh bên dưới). Dựa theo mẫu hình lý thuyết này, hình ảnh của một hạt nhân được diễn tả như một giọt chất lỏng không thu nhỏ được, gần như giải thích cho sự biến thiên của các thể trong nghiên cứu quan sát liên kết của năng lượng trong hạt nhân:

## Ứng dụng
Năng lượng thể tích (volume energy) : Khi một tập hợp các nucleon có cùng kích thước được nén lại với nhau thành thể tích nhỏ nhất, thì bên trong mẫu hình này, một nucleon sẽ có các số nucleon khác tiếp xúc với nó. Vì vậy, năng lượng hạt nhân này tỷ lệ với khối lượng.
Năng lượng bề mặt (surface energy) : Một nucleon ở bề mặt hạt nhân sẽ có tương tác với số lượng nucleon khác ít hơn so với một nucleon có vị trí ở bên trong hạt nhân. Do đó, liên kết năng lượng của nó nhỏ hơn. Thuật ngữ năng lượng bề mặt này được giải ThÍCH là mẫu âm và tỷ lệ với diện tích bề mặt.
Năng lượng Coulomb (Coulomb Energy). Lực tĩnh điện giữa mỗi cặp proton trong hạt nhân góp phần làm giảm năng lượng liên kết của nó.
Năng lượng không tương đồng (còn gọi là Năng lượng Pauli). Một năng lượng được định dạng hình ngôi sao theo nguyên lý loại trừ Pauli. Nếu không phải dạng năng lượng có thể áp dụng công thức Coulomb - khi dạng vật chất hạt nhân ổn định nhất sẽ có cùng số neutron với proton. Thì khi đó, số lượng neutron và proton không bằng nhau, có nghĩa là sẽ có dạng năng lượng kết nối ở kiểu hình lấp đầy các mức năng lượng cao hơn cho một loại hạt, trong khi đó, lại có mức năng lượng thấp hơn cho các loại hạt còn lại.
Năng lượng ghép nối. Năng lượng là một thuật ngữ hiệu chỉnh phát sinh từ thiên hướng xuất hiện của các cặp proton và cặp neutron. Số hạt chẵn bền hơn số hạt lẻ.

### Mô hình shell và các mô hình lượng tử khác.
đọc thêm : Mô hình vỏ nguyên tử.
Một số mô hình cho hạt nhân cũng đã được đề xuất thêm vào, trong đó, có mô hình các nucleon sẽ vào các vị trí obitan (quỹ đạo xoay của một thể), giống như các quỹ đạo nguyên tử trong lý thuyết vật lý nguyên tử. Các mô hình sóng này giả lập hình ảnh của nucleon là các hạt siêu nhỏ có định dạng điểm trong các không gian xoáy thế năng, hoặc các sóng xác suất khác nhau (ví dụ như trong "mô hình quang học"), quay xung quanh khi có không ma sát ở tốc độ cao trong các không gian xoáy thế năng.
Trong các mô hình trên, các nucleon có thể vào vị trí các obitan theo cặp, được gọi là các fermion, điều này cho phép giải thích các hiệu ứng Z và N chẵn / lẻ trong các thí nghiệm đã biết trước đây.